# Heinz Mildner
Heinz Mildner (* 1908; † 30. November 1961) war ein deutscher Schriftsteller. Er stammte aus der Lausitz und wurde bereits früh als Autor tätig. Einen größeren Leserkreis erreichte Mildner in der DDR mit historischen oder zeitbezogenen Romanen.

## Leben
Bereits als Schüler hatte Heinz Mildner begonnen, für die Lokalzeitung Bautzner Nachrichten kurze Artikel zu verfassen. Nach Schulabschluss arbeitete er dort als Volontär und trat 1928 in den Kommunistischen Jugendverband ein. Das führte zu seiner Entlassung in der Zeitungsredaktion. So richtete er sein Augenmerk auf Beiträge für kommunistische Veröffentlichungen und verfasste Texte für die Agitprop-Gruppe Die roten Sterne, deren Leitung er übernommen hatte. Außerdem trat er in Versammlungen der KPD und der Roten Hilfe auf.
Die dem Reichstagsbrand folgende Verhaftungswelle erreichte auch Heinz Mildner. Er kam für mehrere Jahre in das Außenlager Hohenstein-Ernstthal des KZ Flossenbürg. Zum Ende der 1930er Jahre entlassen, wurde er unter Polizeiaufsicht gestellt und bekam Berufsverbot. Im Jahr 1940 zog man ihn zum Kriegsdienst ein und schickte ihn an die Ostfront. Im Lauf der Kämpfe kam er in sowjetische Kriegsgefangenschaft und arbeitete im antifaschistischen Lagerkomitee mit. Nach seiner Entlassung kehrte Mildner nach Deutschland zurück und begann wieder schriftstellerisch tätig zu werden. Er wurde Kulturredakteur und veröffentlichte in der Folge zahlreiche Bücher.

## Werke (Auswahl)
- So reich ist Rockefeller nicht!, Zentralvorstand d. Gesellschaft f. Deutsch-Sowjetische Freundschaft, Abt. Kulturelle Aufklärung, 1955
- Eine Reise durch die Sowjetunion (Band 2), 1956[2]
- Deutsches Land Kongress Verlag 1956[3]
- Schlag deine Trommel-Prohaska! Für Volk und Vaterland, Verlag des Ministeriums für Nationale Verteidigung, 1956
- (zusammen mit Hans Betcke): Cafe De La Paix, Verlag des Ministeriums für Nationale Verteidigung, 1956[3]
ins Slowenische übersetzt und dort 1960 unter dem Titel Kafe "Mir" herausgegeben[4]
- (zusammen mit Hasso Grabner): Mit falschem Pass, Deutscher Militärverlag Berlin, 1958[3]
- Eroberung der Ferne, Verlag Neues Leben, 2. Aufl. 1961[5]
ins Ungarische übersetzt und (dort zusammen mit György Kertész) unter dem Titel: A legyőzött távolság (Der besiegte Abstand (?)), 1961 herausgegeben
- Stein der Weisen, Urania-Verlag 1961[3]
- Der Untergang der ›Mary White‹, Deutscher Militärverlag 1962
Eine romanhafte Darstellung des Untergangs der Flying Enterprise
- (zusammen mit Hasso Grabner): Der Weg nach Hause, Deutscher Militärverlag 1963
Erinnerungen an den Zweiten Weltkrieg und den antifaschistischen Widerstandskampf[6]

## Quelle
- Klappentext des Romans Der Untergang der ›Mary White‹